# الكشاردة (أولاد سلامة الغربية)
الكشاردة هو دُوَّار يقع بجماعة عين عتيق، عمالة الصخيرات تمارة، جهة الرباط سلا القنيطرة في المملكة المغربية. ينتمي الدوّار لمشيخة أولاد سلامة الغربية التي تضم 7 دواوير. يقدر عدد سكانه بـ 545 نسمة حسب الإحصاء الرسمي للسكان والسكنى لسنة 2004.

## روابط خارجية
- البوابة الوطنية للجماعات الترابية
- المندوبية السامية للتخطيط